# عبد الرحمان بنعبد العالي
عبد الرحمان بنعبد العالي من مواليد مدينة سلا. وكان وزير الأشغال العمومية بالمغرب في حكومة المغرب ديسمبر 1958. شغل نفس المنصب في حكومة محمد الخامس.